# Sushmita Banerjee
Sushmita Banerjee (també coneguda amb el nom de Sushmita Bandhopadhyay (en bengalí, সুস্মিতা বন্দ্যোপাধ্যায়) i Sayeda Kamala) (Calcuta, 1963/1964 - Província de Paktika, 4/5 de setembre 2013), va ser un escriptora i activista de l'Índia. Entre les seves obres s'inclou les seves memòries, Kabuliwalar Bangali Bou (Una esposa bengalí de Kabuliwala; 1995) basada en la seva experiència de casar-se amb un afganès i el seu temps a l'Afganistan durant el govern dels talibans. La història es va utilitzar com a base de la pel·lícula de Bollywood, Escape from Taliban (2003).
A l'edat de 49 anys, va morir per presumptes militants talibans durant la nit del 4 de setembre o a les primeres hores del matí del 5 de setembre de 2013, fora de casa seva a la província de Paktika, Afganistan.

## Biografia
Sushmita Banerjee va néixer a Calcuta, al Bengala Occidental (Índia), en una família de bramans bengalí de classe mitjana. El seu pare treballava al departament de defensa civil i la seva mare era mestressa de casa. Va ser l'única germana dels seus tres germans. Va conèixer per primera vegada al seu futur marit Janbaz Khan, un home de negocis afganès, en un assaig de teatre a Calcuta. Ella es va casar amb ell el 2 de juliol de 1988. El matrimoni va tenir lloc en secret a Calcuta, ja que temia que els seus pares s'objectarien al matrimoni interreligiós. Quan els seus pares van intentar divorciar-los, va fugir a l'Afganistan amb Khan. Allí va descobrir que el seu marit ja tenia una primera esposa, Gulguti, quan els va trobar al llit junts. Malgrat tot, ella va seguir vivint a la casa pairal de Khan, al poble de Patiya, amb Gulguti, els seus tres cunyats, les seves esposes i els fills de Gulguti. Més tard, Khan va tornar a Calcuta per continuar amb el seu negoci, però Banerjee no va poder tornar. Sayeda, infermera formada en ginecologia, va obrir una clínica per ajudar les dones del poble.
Amb el poder talibà en Afganistan, Banerjee va ser testimoni de canvis fonamentalistes al país. En una entrevista de 2003, va dir que la situació de les dones en particular va empitjorar. A les dones se les va prohibir parlar amb homes diferents dels membres de la família, i no se les permetia sortir de casa. Es van tancar escoles, col·legis i hospitals. Els talibans van descobrir la seva clínica i la van destruir el maig del 1995.
Banerjee va intentar fugir de l'Afganistan dues vegades. Va ser atrapada i mantinguda en arrest domiciliari al poble. Es va emetre una fàtua contra ella i estava prevista la seva execució el 22 de juliol de 1995. Amb l'ajuda del cap del poble va poder fugir del poble, en el procés que va matar tres talibans amb un rifle AK-47. Va arribar a Kabul i va agafar un vol de tornada a Calcuta el 12 d'agost de 1995.
Va viure a l'Índia fins al 2013 i va publicar diversos llibres. Després de tornar a l'Afganistan, va treballar com a treballadora sanitària a la província de Paktika, al sud-est de l'Afganistan, i va començar a filmar la vida de les dones locals.

## La seva mort
Segons la policia afganesa, presumptes terroristes talibans van forçar l'entrada de la seva casa a Paktika la nit del 4 de setembre de 2013. Van lligar el seu marit i se la van endur. El seu cadàver va ser trobat a primera hora de l'endemà prop d'una madrassa als afores de la capital de província de Sharan. El cos tenia 20 forats de bala. La policia va creure que podria haver estat objecte d'un assassinat per diverses raons, inclòs el seu llibre, la seva tasca social a la regió, o simplement el fet que es tractés d'una dona índia, o segons altres persones per no haver portat cap burca, per la qual va ser condemnada a mort gairebé dues dècades abans, sota el règim talibà.
Els talibans van negar la seva participació en aquest atac. Més tard, un portaveu de la renegada milícia talibana conegut com El Grup Suïcida del Moviment Islàmic de l'Afganistan va anunciar que havia matat Banerjee. El grup, liderat per Mullah Najibullah, va explicar que l'havien segrestat, interrogat i després assassinat Banerjee perquè creien que era «una espia índia», tot i que alguns dels seus veïns van reflectir que la seva mort podria haver estat causada en part perquè no seguia les tradicions locals afganeses, sobretot pel que fa l'ús del burca fora de casa.

## Publicacions
Sushmita Banerjee va escriure Kabuliwalar Bangali Bou (Una esposa bengalí de Kabuliwala) el 1995. Va relatar la història del seu matrimoni amorós amb un empresari afganès, Jaanbaz Khan, que es va traslladar a l'Afganistan el 1989, les adversitats que va enfrontar a l'Afganistan talibà, i la seva fugida eventual a Calculta. El 2003 es va fer Escape from Taliban, una pel·lícula de Bollywood basada en el llibre i protagonitzada per Manisha Koirala.
Va escriure Talibani Atyachar-Deshe o Bideshe (Atrocitats talibanes a l'Afganistan i a l'estranger), Mullah Omar, Taliban O Ami (El mul·là Omar, els talibans i jo) (2000), Ek Borno Mithya Noi (Una paraula no és metira) (2001) i Sabhyatar Sesh Punyabani (El cant del cigne de la civilització).